# Aeropuerto de Okadama
El aeropuerto de Sapporo-Okadama (空港 丘 空港 空港 Sapporo Okadama Kūkō) (IATA: OKD, ICAO: RJCO) es una terminal aérea ubicada a 4 NM al norte de Sapporo, en la isla de Hokkaido. Su servicio programado de línea aérea se limita a vuelos de turbohélice a otras ciudades en Hokkaidō, ya que los aviones más grandes utilizan el Nuevo Aeropuerto de Chitose, que se encuentra a 45 km (28 millas) al sur de Saporro. El aeropuerto de Sapporo también es utilizado por las Fuerzas de Autodefensa de Japón y por operadores de aviación corporativos y generales: una instalación adyacente alberga el centro de control de tráfico aéreo de Hokkaido y la región de Tohoku, además de ser el aeropuerto base de Hokkaido Air System.

## Información
Okadama fue construido entre 1942 y 1944 como un campo de aviación para el Ejército Imperial Japonés. Después de la rendición de Japón ante los Estados Unidos en 1945 y terminando la Segunda Guerra Mundial, las Fuerzas Aéreas del Ejército de los Estados Unidos tomaron el aeródromo para usarlo como una base de entrenamiento hasta el final de la ocupación estadounidense en 1952. Después de la ocupación, el campo volvió a las Fuerzas de Autodefensa de Japón.
Las operaciones comerciales comenzaron en junio de 1956 cuando North Japan Airlines comenzó a prestar servicios a Memanbetsu y posteriormente lo hizo All Nippon Airways en 1966. Estas líneas aéreas operaron aeronaves de hélice en el aeropuerto durante la década de 1970, principalmente utilizando turbohélices NAMC YS-11. Aunque la pista principal del aeropuerto se amplió de 1.000 a 1.500 m en 1967, la mayoría del tráfico programado migró al nuevo aeropuerto de Chitose, que estaba mejor equipado para manejar aviones más grandes. En 1974, Toa (North Japan Airlines) cesó sus operaciones en Okadama y ANA estableció una nueva filial: Air Nippon, para gestionar los vuelos de los YS-11 en el aeropuerto. ANA más tarde reemplazó sus YS-11 con turbopropulsores más silenciosos Bombardier Dash 8.
En 1995, la ciudad de Sapporo propuso extender la pista a 2.000 m para permitir el servicio de jets en Okadama,lo que provocó protestas de los residentes y vecinos, y fue abandonado en 1996. En 1998, los residentes locales acordaron una ligera expansión de la pista de aterrizaje a cambio de un límite de 44 despegues y aterrizajes diarios.
ANA, que representó el 80% del tráfico de pasajeros en Okadama, cesó las operaciones de Okadama en 2010, dejando a Hokkaido Air System (filial de JAL), como el único operador programado del aeropuerto. La terminal del aeropuerto (operada por una compañía del 26% propiedad del gobierno de Sapporo) operaba con un ligero beneficio hasta el año fiscal 2009, pero la salida de grupo ANA en el aeropuerto llevó sus finanzas a una pérdida neta. Actualmente HAS continúa atendiendo el aeropuerto utilizando los turbohélices Saab 340. En noviembre de 2013, Fuji Dream Airlines operó un vuelo charter regional a Okadama desde el aeropuerto de Komaki en Nagoya, el primer servicio de jet de pasajeros en la historia del aeropuerto y actualmente opera vuelos de temporada a Shizuoka.

## Aerolíneas y destinos
En este aeropuerto operan las siguientes aerolíneas.
| Aerolíneas          | Destinos                                                                      |
| ------------------- | ----------------------------------------------------------------------------- |
| Fuji Dream Airlines | Nagoya-Komaki                                                                 |
| Hokkaido Air System | Akita, Hakodate, Kushiro, Memanbetsu, Misawa, Nakashibetsu, Okushiri, Rishiri |
| Toki Air            | Niigata                                                                       |

## Galería de fotos

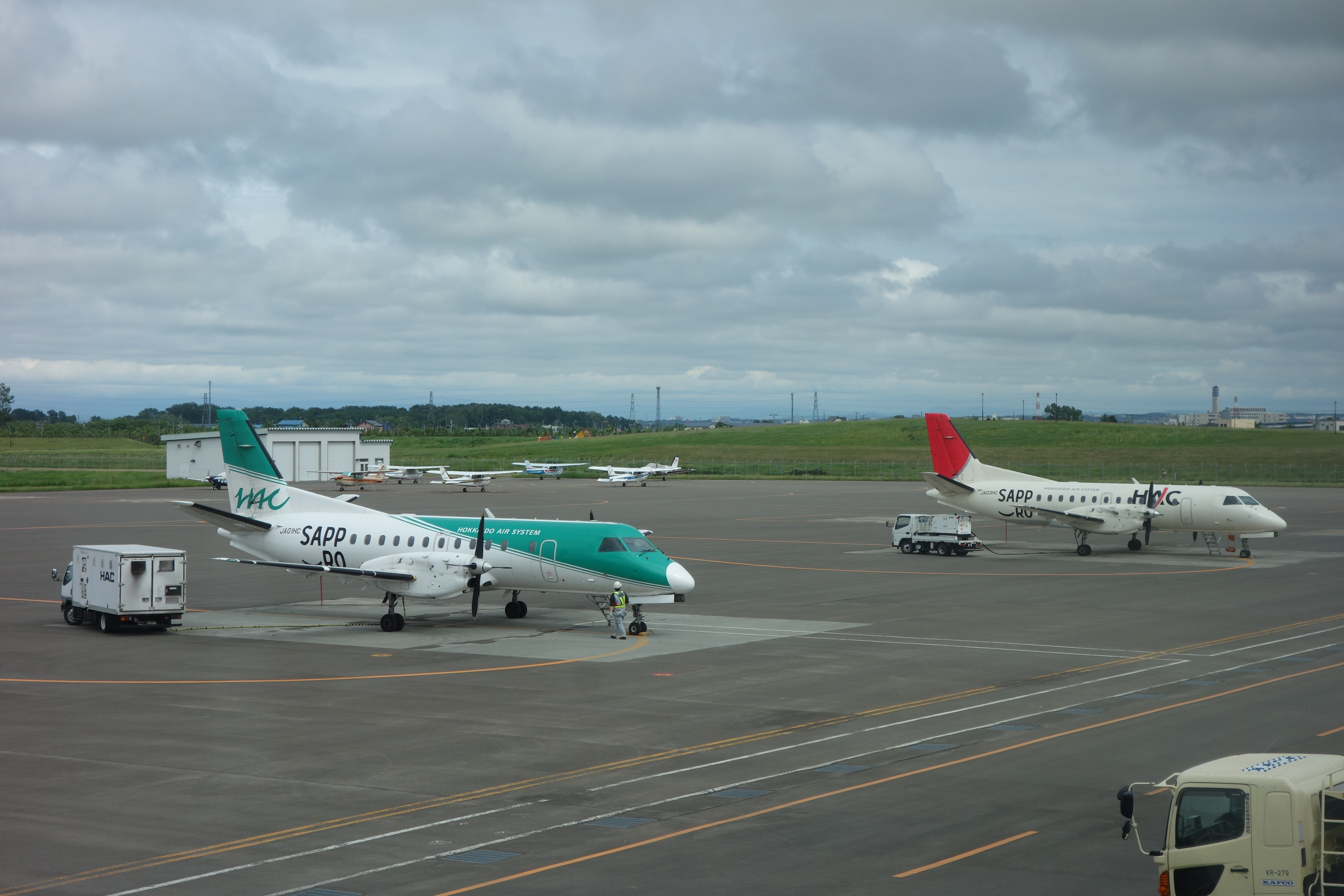
Saab 340B's (JA01HC) al frente y (JA03HC) atrás de Hokkaido Air System en plataforma
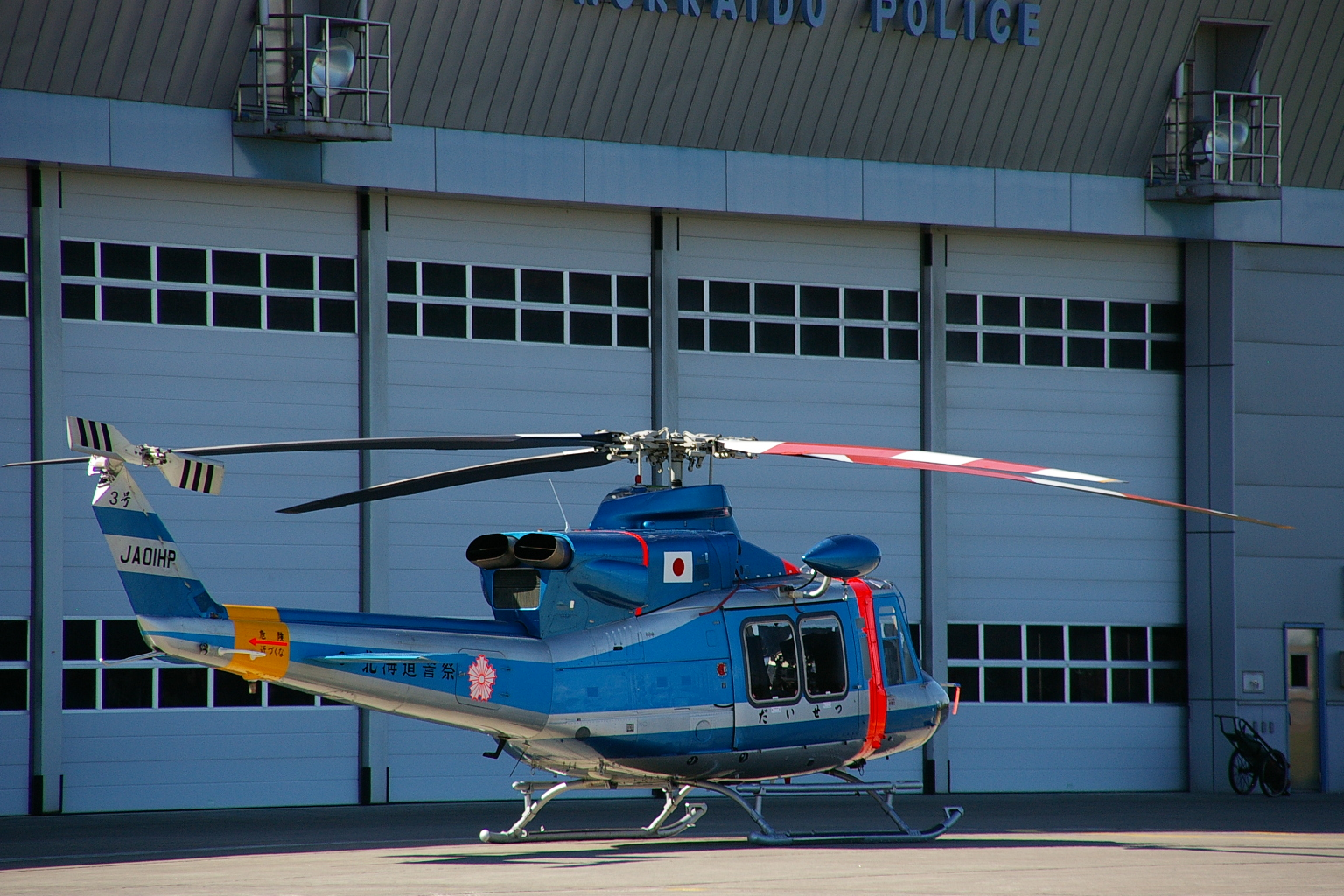
Bell 412EP (JA01HP) del Departamento de Policía de Hokaido en el aeropuerto
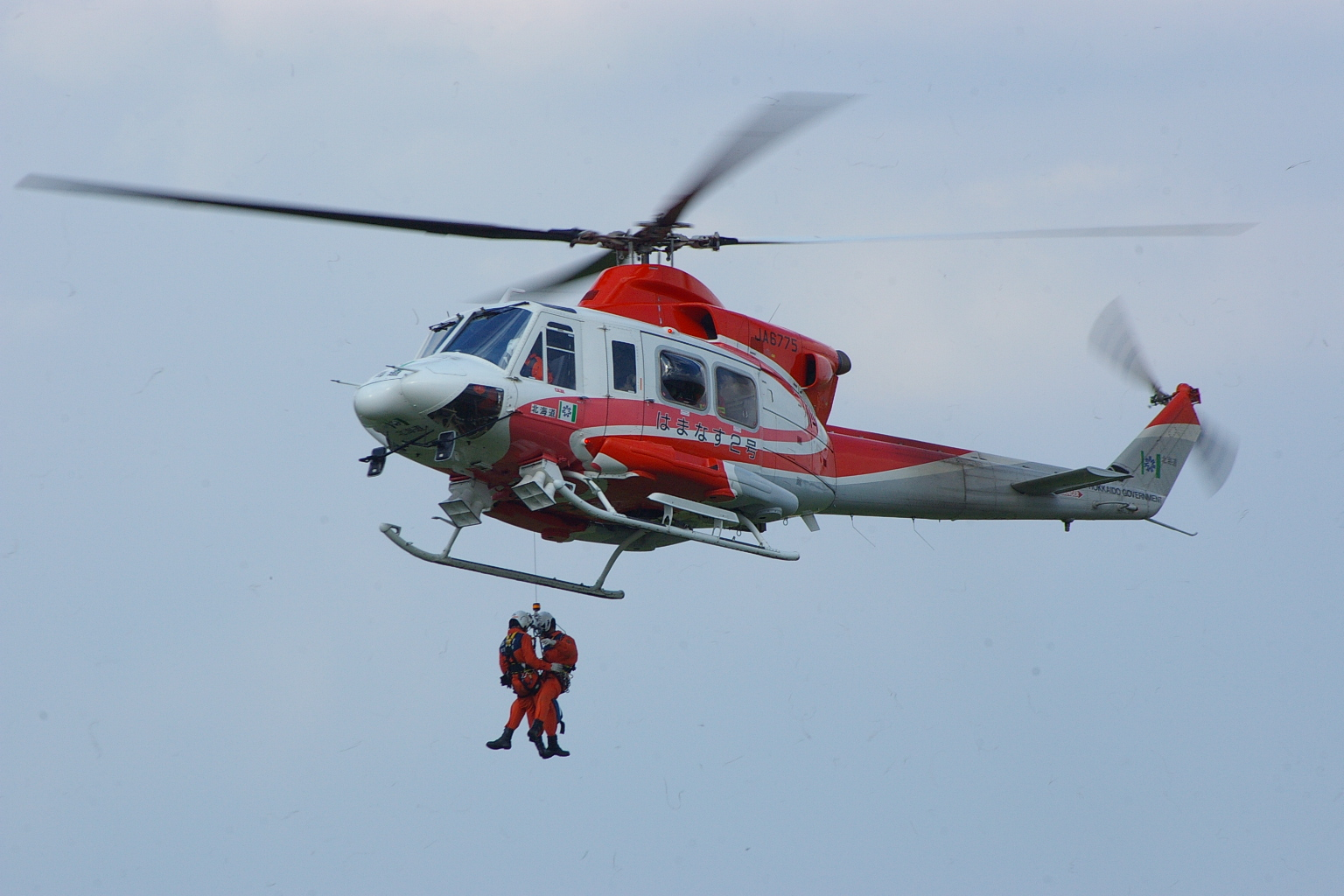
Bell 412EP (JA6775) del Cuerpo de Prevención de Desastres de Hokaido sobrevolando el aeropuerto
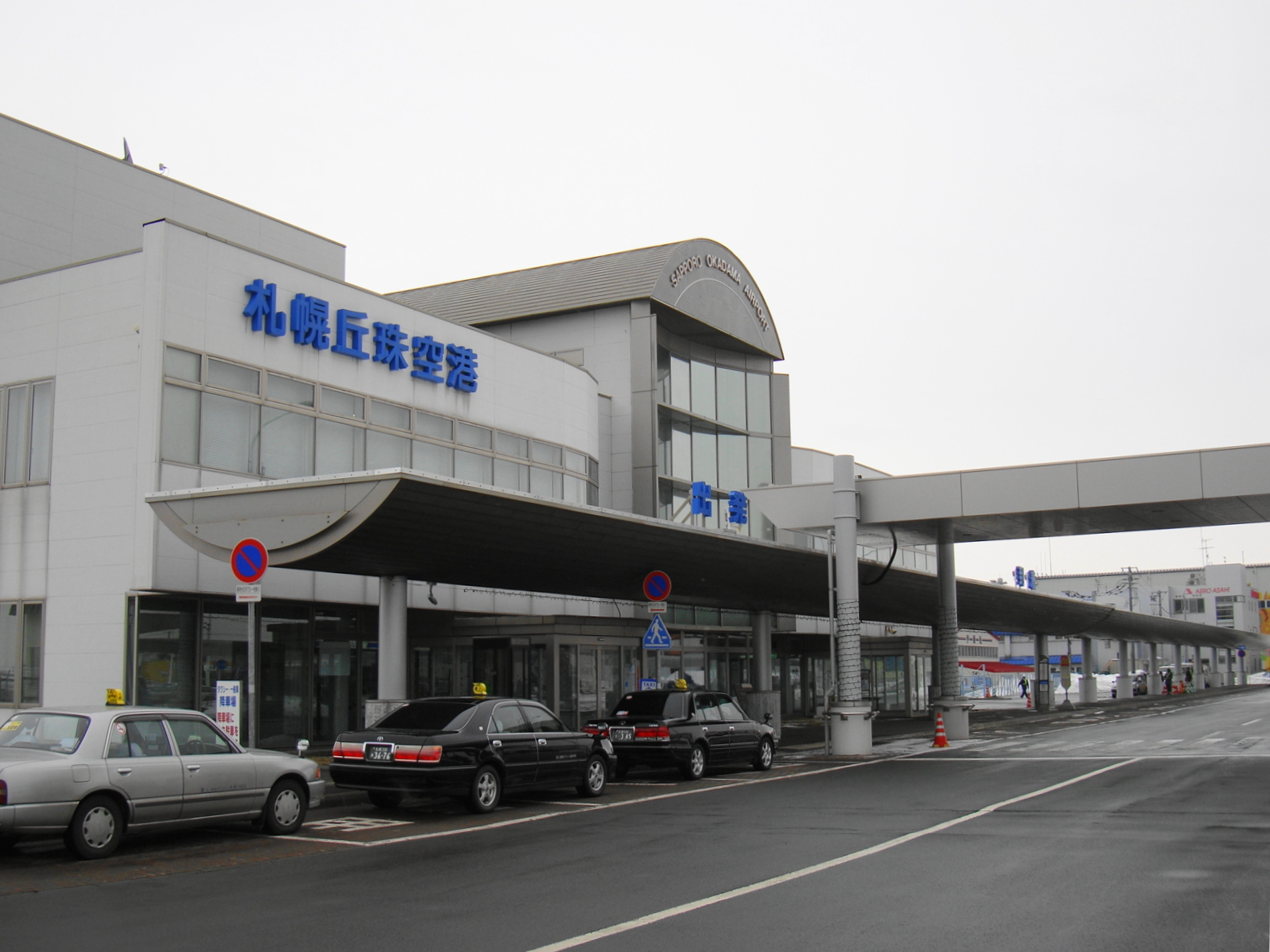
Vista exterior de la terminal
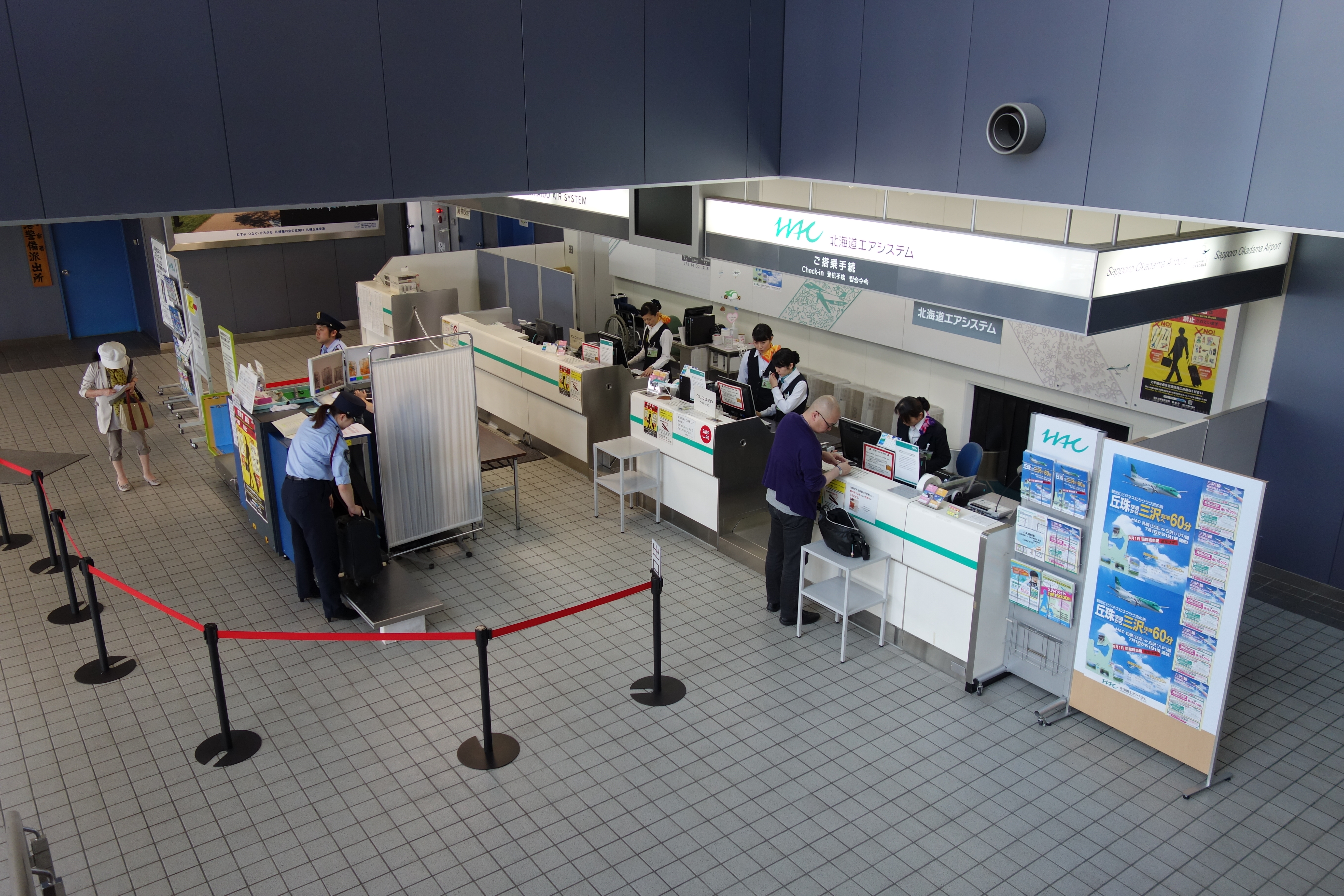
Zona de mostradores en la terminal
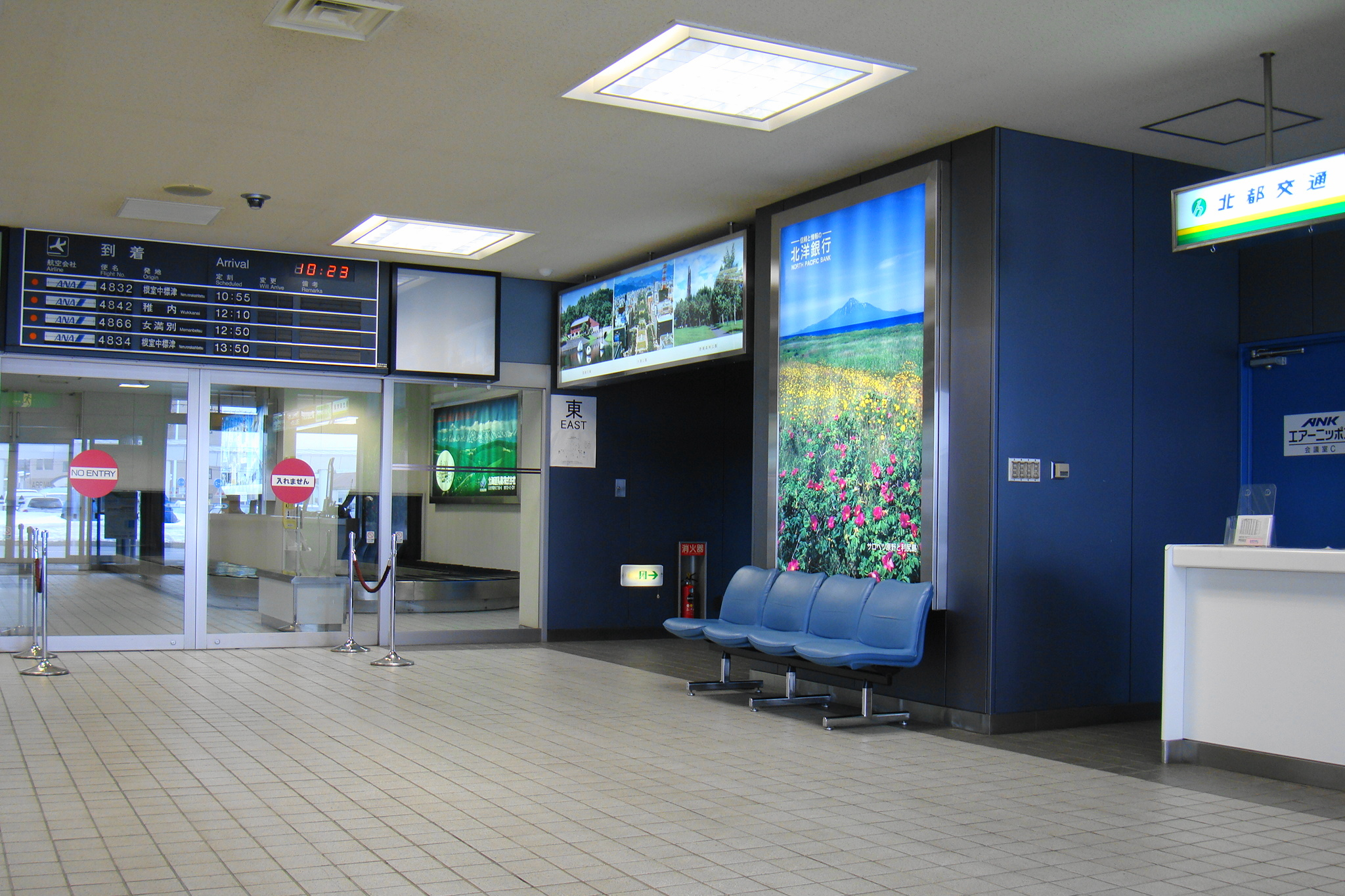
Sala de llegadas
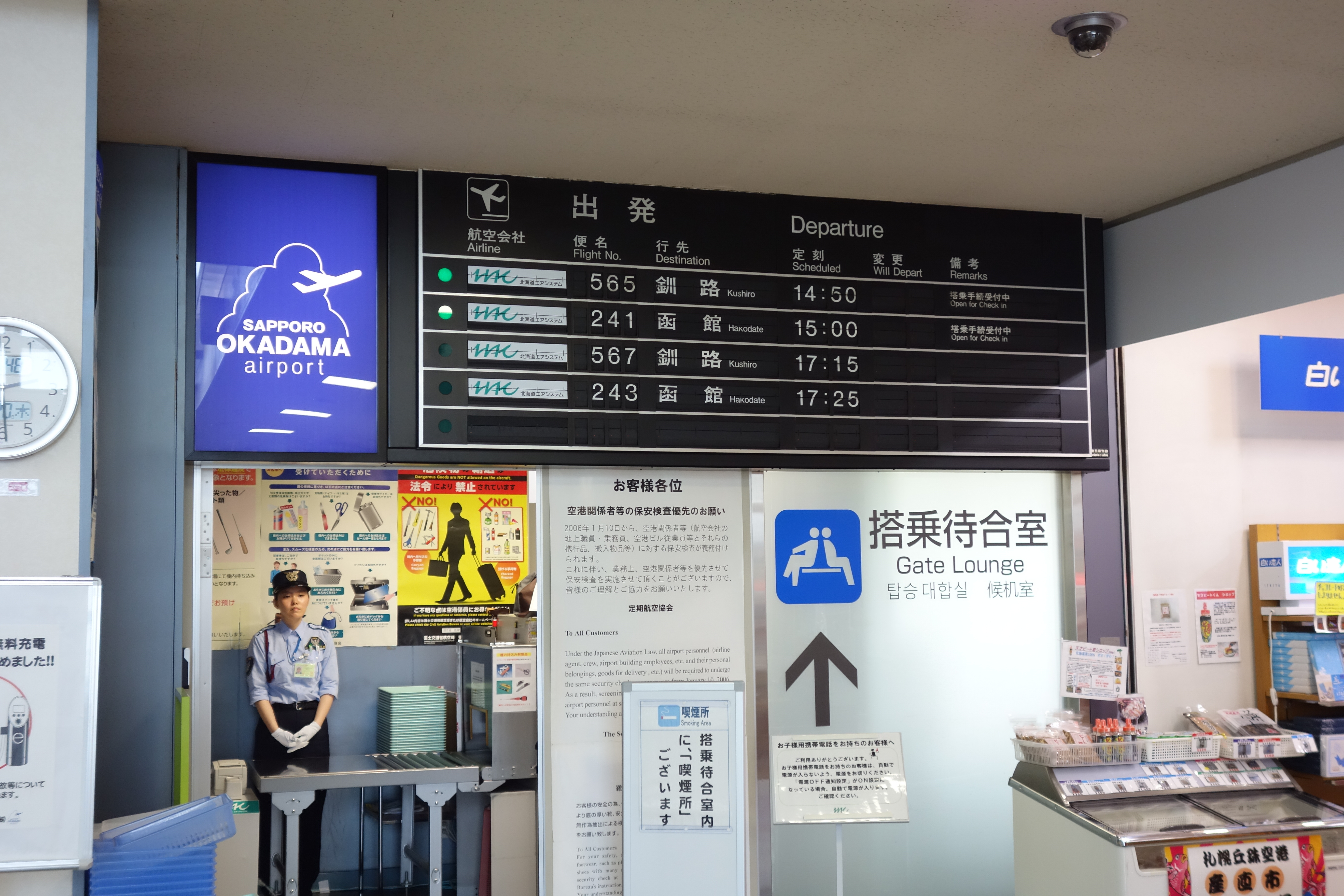
Puerta de acceso a zona de abordaje
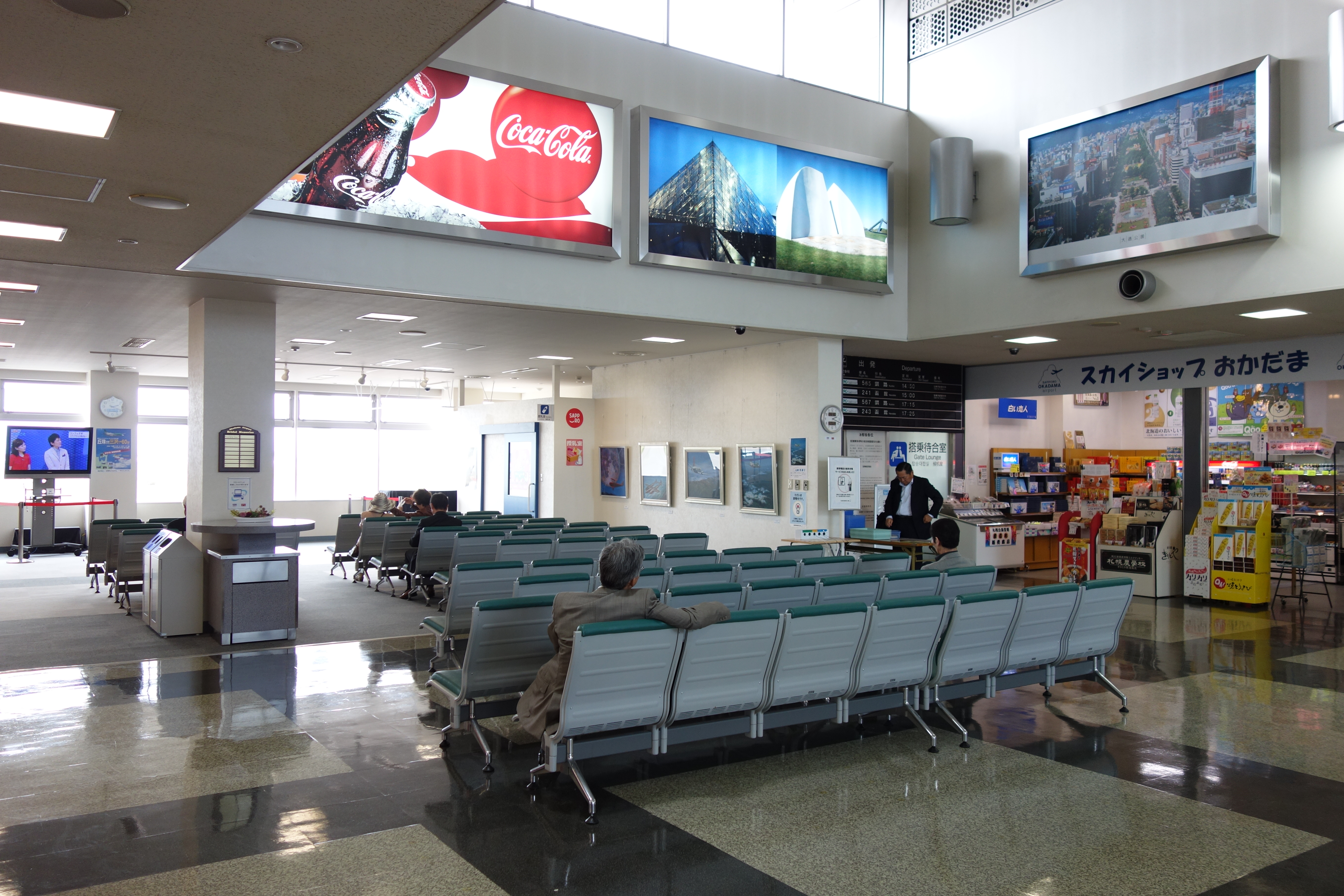
Sala de espera
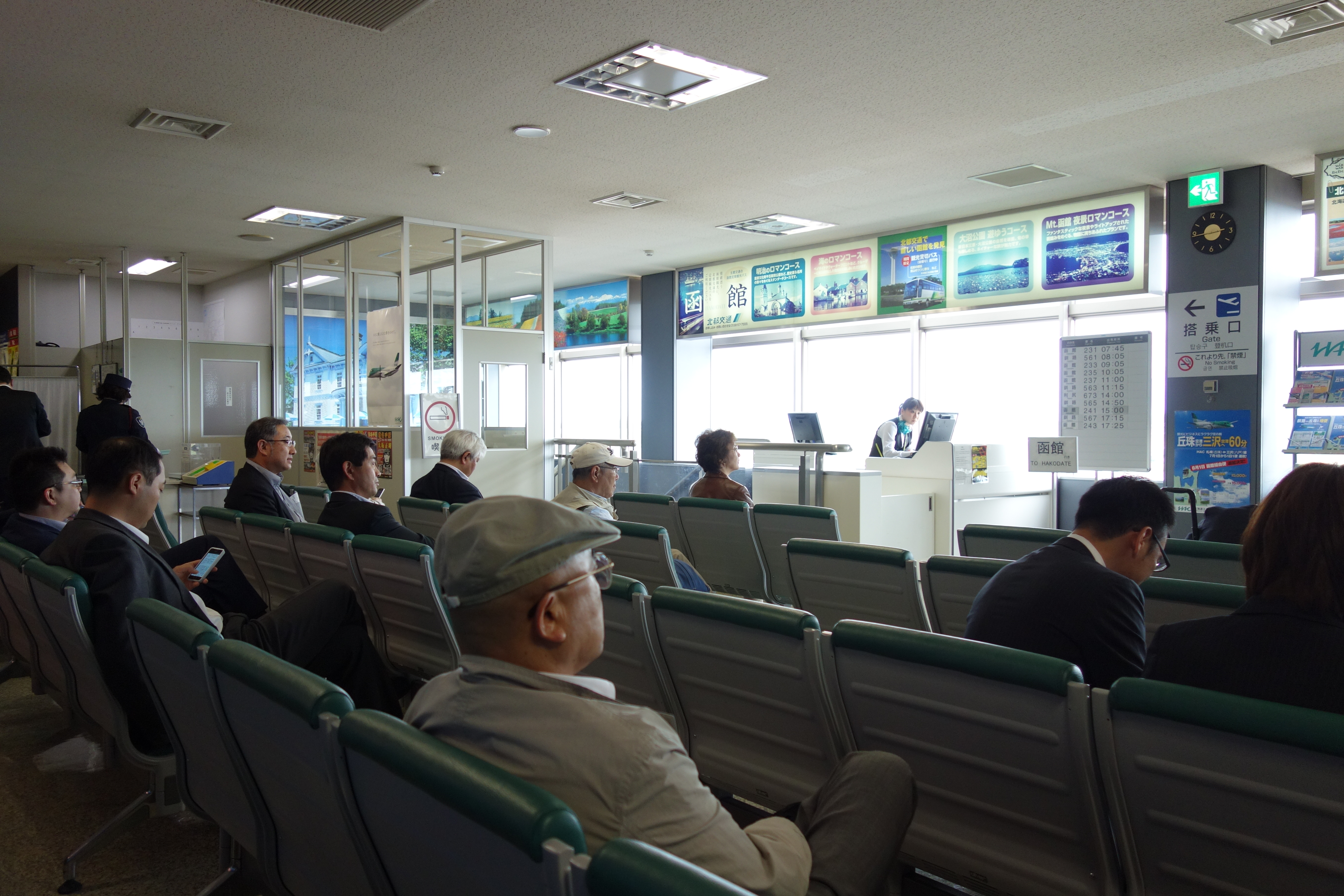
Sala de espera